# Strzałki
Strzałki [pronunciación en polaco: /ˈstʂau̯ki/] es un pueblo ubicado en el distrito administrativo de Gmina Burzenin, dentro del condado de Sieradz, Voivodato de Łódź, en el centro de Polonia. Se encuentra a unos 4 kilómetros al oeste de Burzenin, a 16 kilómetros al sur de Sieradz, y a 60 kilómetros al suroeste de la capital regional Łódź.
El pueblo tiene una población de 326 habitantes.